# Aporofobia
La aporofobia (del griego ἄπορος áporos ‘pobre’ y  φόβος fóbos ‘miedo’) es el miedo y rechazo hacia la pobreza y hacia las personas pobres. Es la animosidad, hostilidad y aversión, frente a aquellas personas que se encuentran desamparadas y con muy pocos recursos.
Término acuñado en los años 1990 por la filósofa Adela Cortina, catedrática de Ética y Filosofía Política de la Universidad de Valencia, para diferenciar esta actitud de la xenofobia, que solo se refiere al rechazo al extranjero y del racismo, que es la discriminación por grupos étnicos. La diferencia entre aporofobia y xenofobia o racismo es que socialmente no se discrimina ni margina a personas inmigrantes o a miembros de otras etnias cuando estas personas tienen patrimonio, recursos económicos y/o relevancia social y mediática.

La aporofobia consiste pues en un sentimiento de miedo y de rechazo al pobre, o sea, al desamparado, al que no tiene medios. Tal sentimiento y actitud son adquiridos.

En mayo de 2017, la Fundación del Español Urgente (Fundéu) señaló que se trataba de un «neologismo válido» y en septiembre del mismo año fue incluido en el Diccionario de la lengua española de la Real Academia Española. Fue elegida palabra del año 2017 por Fundéu.

## Conceptualización
El concepto de aporofobia es usado por medios de comunicación y profesionales.
La aporofobia es el odio, miedo y rechazo a las personas pobres. La pobreza es una característica circunstancial en la vida de los seres humanos y en ningún caso forma parte de la identidad. La pobreza no es una condición permanente de las personas, sino una situación indeseable e injusta, pero superable. La posibilidad de que las personas puedan salir de la situación de pobreza y abandonar la exclusión social tiene un efecto de culpabilización individual de las personas de su situación de pobreza, ya que no se tienen en cuenta las circunstancias sociales, políticas y/o económicas que influyen en los procesos de exclusión. Las creencias y mitos generados en este proceso de culpabilización son las ideas que subyacen a la aporofobia («están en la calle porque quieren», «tendrían que ponerse a trabajar», «son unos vagos», etc.).
La aporofobia se transmite a partir de una construcción social que relaciona a las personas pobres con delincuencia, situándolas en el imaginario social como posibles delincuentes antes que como potenciales víctimas de la discriminación y la violencia. Existen políticas públicas orientadas a la seguridad y a la convivencia así como prácticas periodísticas en torno a la pobreza y la exclusión social que favorecen la transmisión de una imagen de criminalización de la pobreza.
Estas prácticas políticas, sociales y mediáticas generan representaciones deshumanizadoras de las personas en situación de extrema pobreza y crean una distancia simbólica entre «nosotros» y «ellos».  De este modo, a través de procesos de deslegitimización y exclusión moral la ciudadanía no se siente obligada a aplicar las normas morales, reglas sociales y consideraciones de justicia que aplicarían con la población que no está excluida socialmente.

## Datos en España
El Ministerio de Interior de España recopila los datos de denuncias de delitos de odio por aporofobia desde 2013 en un informe que publica anualmente sobre delitos de odio. En 2016 hubo diez casos denunciados de aporofobia, siete menos que en 2015, de los cuales solo cinco fueron esclarecidos.
Según una investigación realizada en 2015 por el Observatorio de Delitos de Odio contra Personas sin Hogar, en España el 47 % de las personas sin hogar ha sufrido un delito de odio por aporofobia y de estas personas el 81 % habría sufrido estos delitos en más de una ocasión. Solo el 13 % de las personas sin hogar que ha sufrido un delito de odio por aporofobia denuncia los hechos delictivos.
En octubre de 2018 el Senado aprobó por unanimidad la toma en consideración de una proposición de ley presentada por Unidos Podemos que persigue incorporar la aporofobia como agravante en el Código Penal.

## Estudio de percepción social en España y objetivos Agenda 2030
Algunas investigaciones han centrado su estudio en evaluar el conocimiento del concepto aporofobia junto con el impacto social de los sucesos aporofóbicos, comparándolos con otros fenómenos. Estas investigaciones arrojan un desconocimiento generalizado pero, paralelamente, demuestran cómo las situaciones aporofóbicas despiertan numerosas emociones en los participantes de los estudios.
Estos datos arrojan una necesidad de intervención y creación de estrategias preventivas que traten de eliminar la suspicacia que generan las personas sin hogar, tratando de proporcionar un desarrollo de conciencia social trabajando en la empatía y colaboración ciudadana. La línea general de investigación concluye la necesidad de incorporar en la sociedad información sobre la aporofobia y la exclusión social diseñando planes que permitan su futura erradicación. 
Países como España han introducido reformas recientes en las que se han incluido líneas de protección frente a la aporofobia y la exclusión social dentro del ámbito de los delitos de odio en el Código Penal.
En el plano internacional partimos de la Asamblea General de la ONU que aprobó la Agenda 2030 para el Desarrollo Sostenible en 2015, son numerosos los objetivos en torno a la eliminación de la pobreza y la disminución de desigualdades. El primer objetivo de la Agenda 2030 es "Poner fin a la pobreza en todas sus formas y en todo el mundo". Es indispensable, por tanto, la creación de políticas públicas que permitan una progresiva eliminación de desigualdades otorgando los servicios básicos a todos los ciudadanos. La penalización de la aporofobia es una manifestación más de la defensa de las personas que pertenecen a este colectivo discriminado, siendo el papel del Derecho Penal clave.